# Манастир Говора
Манастир Говора je манастир Румунске православне цркве, који је од изузетног значаја за постојање словенске писмености у подунавским кнежевинама у доба пре просветитељства.
Хрисовуља од 27. септембра 1485. је најстарији сачувани писани текст који потврђује постојање манастира. То значи да је изграђен за време владавине Влада III Цепеш . Међутим, постоје археолошки докази да би могла постојати и старија грађевина из времена Мирче Старијег.
Име манастира није спорно ни међу румунским лингвистима, а значи исто што и на српском и руском.
Матеј Басараб је 1637. године у манастиру основао другу штампарију у историји Влашке (после оне донете из Црне Горе у Трговиште почетком 16. века), која је донета из Кијева (поклон Петра Могиле). Године 1640. монаси Милетије Македонски и Стефан Охридски штампали су у манастирској штампарији „Правила говора“, као верзију Законоправила .
У манастирској цркви се налази најстарија сачувана слика Константина Бранцовића.